# Cultura de Fortaleza

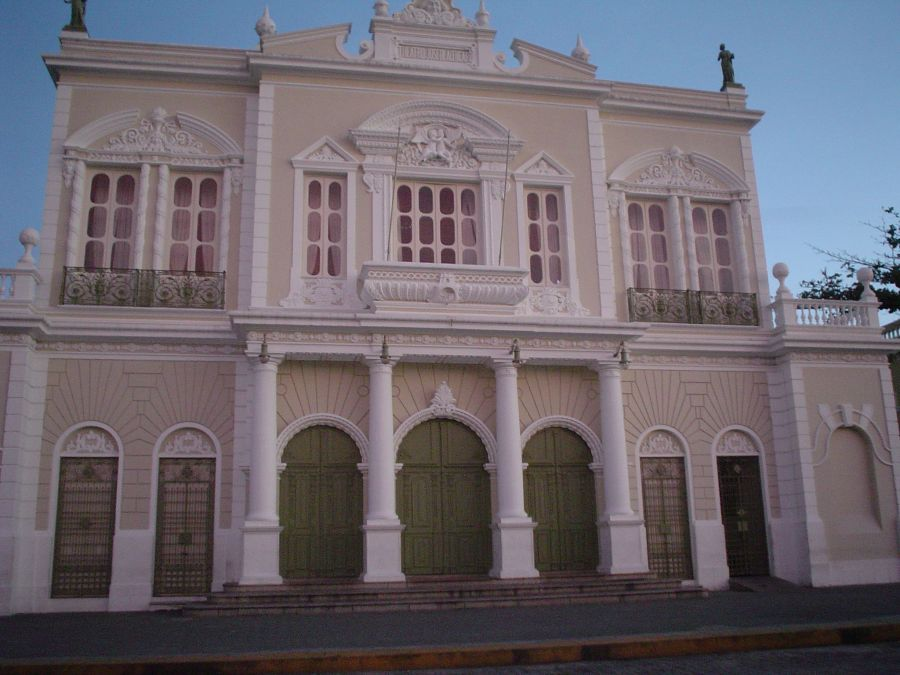
O Theatro José de Alencar é um dos locais mais importantes da cultura de Fortaleza.

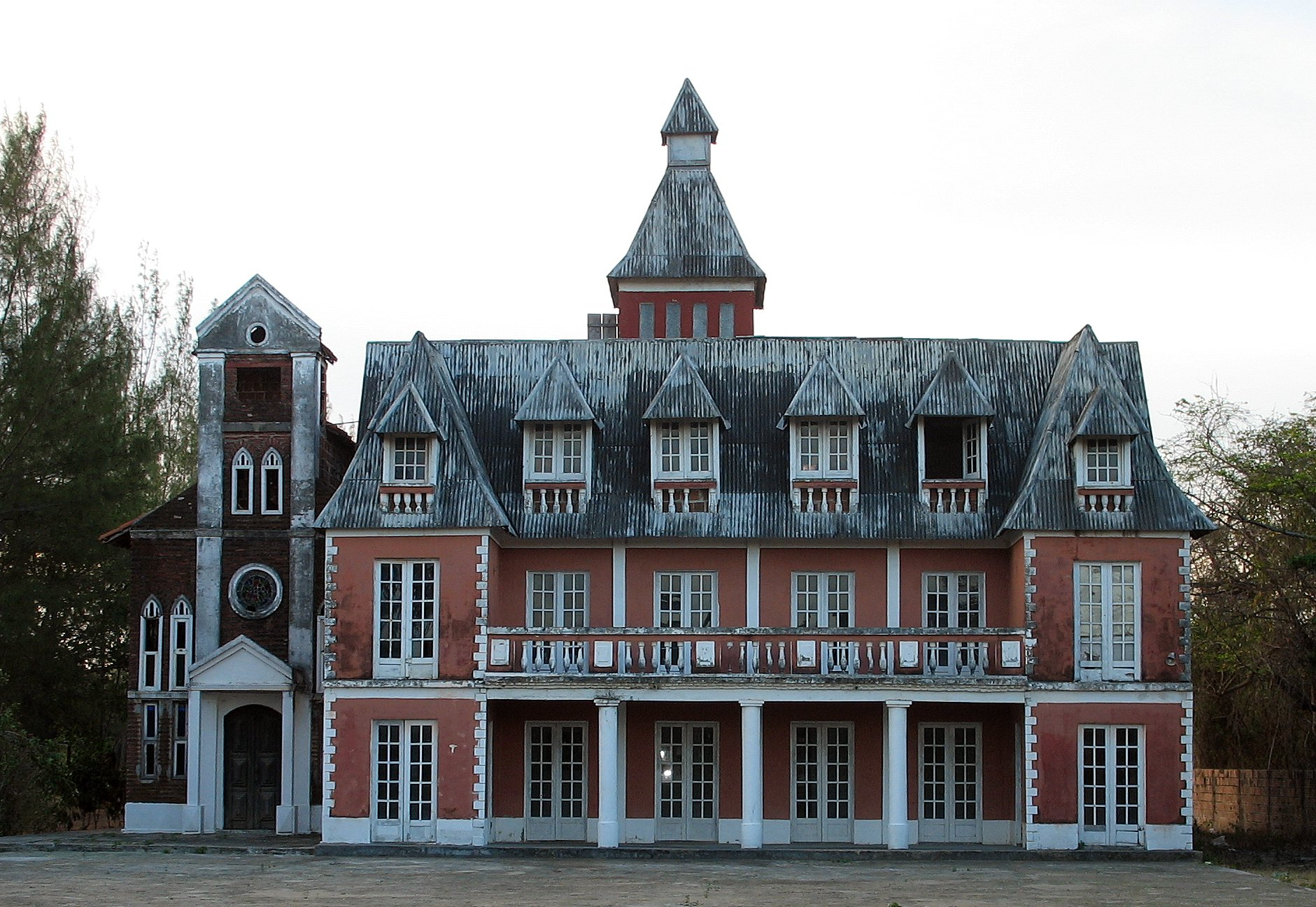
Fachada principal da Escola de Música do Ancuri.

A cultura desenvolvida em Fortaleza aos longo de sua história, acumulou muitas formas de expressão dos sentimentos de sua população. As manifestações religiosas tem grande importância para a vida cotidiana e os valores das famílias fortalezenses. A festa da padroeira da cidade, Nossa Senhora da Assunção em 15 de agosto, é um importante evento, bem como as Festas Juninas.
Tem uma vida cultural bastante movimentada e tradicional. Desde o final do Século XIX existem e existiram na cidade diversas agremiações e instituições literárias e científicas. O Instituto do Ceará que foi fundado em 1887 é a instituição ainda existente mais antiga. A Academia Cearense de Letras que foi a primeira instituição do gênero no país tendo sindo fundada em 1894. Ainda no final do século XIX, em 1892, Fortaleza foi palco de um movimento cultural de expressão literária chamado "Padaria espiritual" que preconizou estilo literário utilizado na Semana de Arte Moderna de 1922.
Existe atualmente vários centros culturais como o Centro Cultural do Banco do Nordeste no Centro da cidade e o mais importante, Centro Dragão do Mar de Arte e Cultura que fica na Praia de Iracema, importante polo cultural e de lazer de Fortaleza.

## Folclore
O folclore de Fortaleza é rico e diversificado. Tem suas raízes na miscigenação de crenças e das raças branca, negra e índia que colonizaram a região. Entre as manifestações folclóricas temos:
- Bumba-meu-boi ou Boi-Ceará: são cantos e danças de culto religioso ao boi, de tradição luso-ibérica.
- Dança do coco: originada entre os negros. Na praia é somente para homens e no sertão é dançada aos pares
- Torém
dança indígena originária dos índios tremembés.
- Maracatu: Dança e música o maracatu de Fortaleza é da linha Baque Virado ou Nação e é celebrado nos carnavais.
- Violeiros, cantadores e emboladores: manifestação musical geralmente expressando críticas sociais. Tem origem típica nordestina.

## Gastronomia
A gastronomia de Fortaleza é tipicamente nordestina ressaltando-se pratos típicos como o baião de dois com churrasco de carneiro ou carne-de-sol. Frutos do mar são outro ingrediente de pratos típicos da cozinha fortalezense tais como moqueca de arraia, peixadas de cavala e pargo. Outro fruto do mar bastante degustado é o caranguejo. Todas as quintas-feiras é tradição comer uma "caranguejada", caranguejo cozido com molhos. O camarão também é uma iguaria bem degustada em pratos como o "arroz de camarão" ou "bobó de camarão". No Mercado do Mucuripe é possível comprar uma infinidade de pescados que podem ser preparados em restaurantes vizinhos. O mais comum é comprar-se camarão e prepará-lo "ao óleo" ao entardecer dos finais de semana.
Os polos gastronômicos da Varjota, Praia de Iracema e a Avenida Beira Mar são os locais com maior diversidade de restaurantes de cozinhas diversificadas de várias nacionalidades com ênfase para a árabe, francesa, chinesa, japonesa, italiana, alemã, portuguesa, espanhola e suíça além de pizzarias, churrascarias, lanchonetes, cozinhas contemporânea e regional. Outro polo gastronômico fica no sul de Fortaleza na divisa com Eusébio nas tapioqueiras, um centro de vendas com vários restaurantes especializados no preparo desta que é uma das comidas típicas do Nordeste, a tapioca.

## Museus

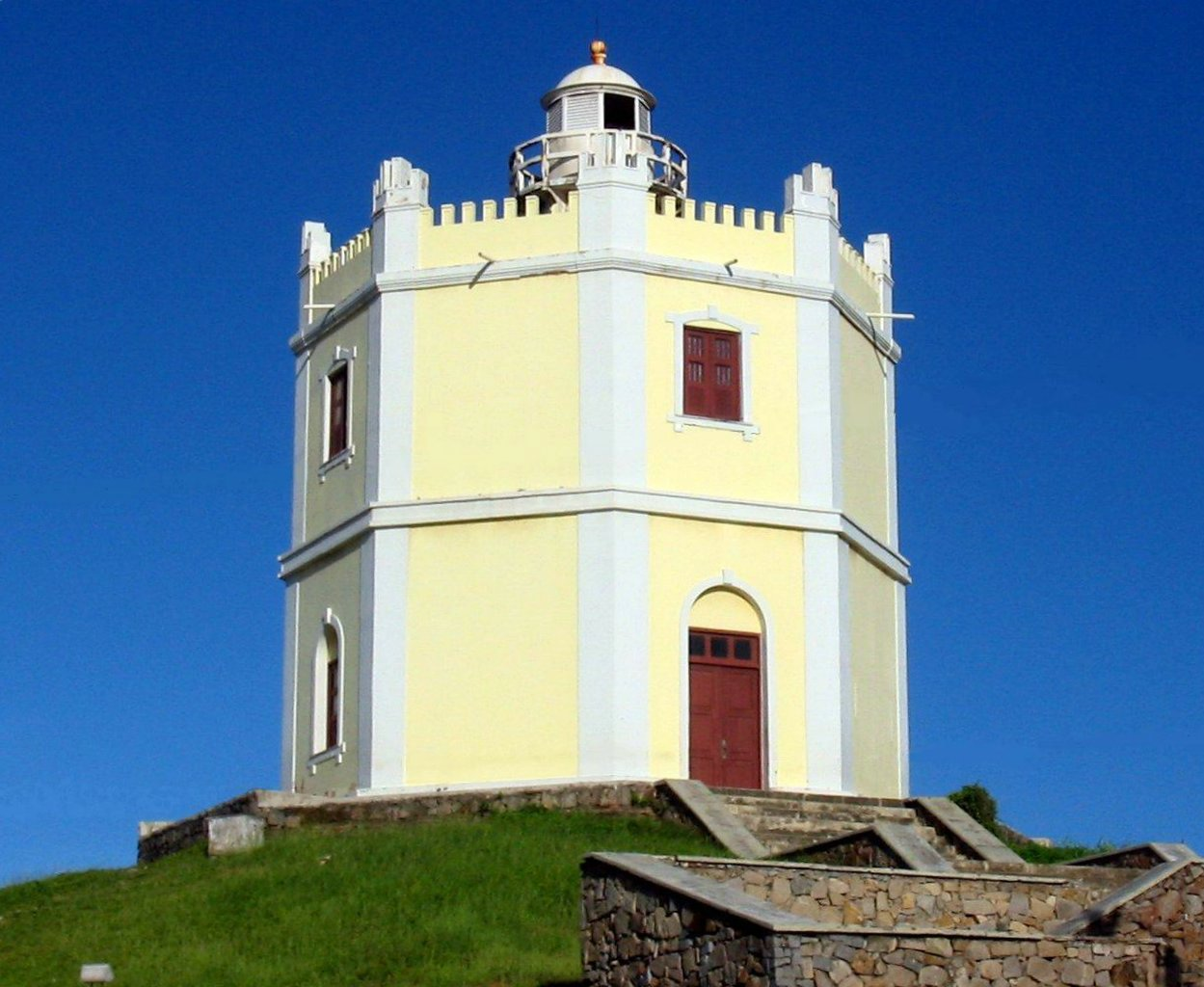
Farol do Mucuripe - Museu de Fortaleza. Tem uma amostra de imagens antigas de Fortaleza.

Existem vários Museus em Fortaleza. Os mais importantes são o Museu do Ceará que reúne peças valiosas sobre a cultura e o povo cearense e de Fortaleza; Museu de Arte Contemporânea do CDMAC que reúne várias obras de artistas contemporâneos e o Museu de Arte da Universidade Federal do Ceará que guarda rico acervo de artistas plásticos cearenses como Raimundo Cela, Antônio Bandeira e Chico da Silva. São quase trinta museus e memoriais que guardam a história local ou universal, como os museus do Automóvel e Museu da Motocicleta com veículos de várias partes do mundo.

## Bibliotecas
A maior biblioteca de Fortaleza é a da UFC com mais de 181 mil volumes. Depois dela vem a da Universidade de Fortaleza com mais de 180 mil volumes. A Biblioteca Pública Governador Menezes Pimentel tem aproximadamente 95 mil volumes sendo uma das mais importantes do Brasil pelo seu acervo de obras raras com livros de 1492, dentre outros.
A prefeitura, através da Secretaria Municipal de Educação, organiza o Sistema Municipal de Bibliotecas Escolares na rede pública municipal de escolas com um total de 168 bibliotecas.

## Prédios tombados

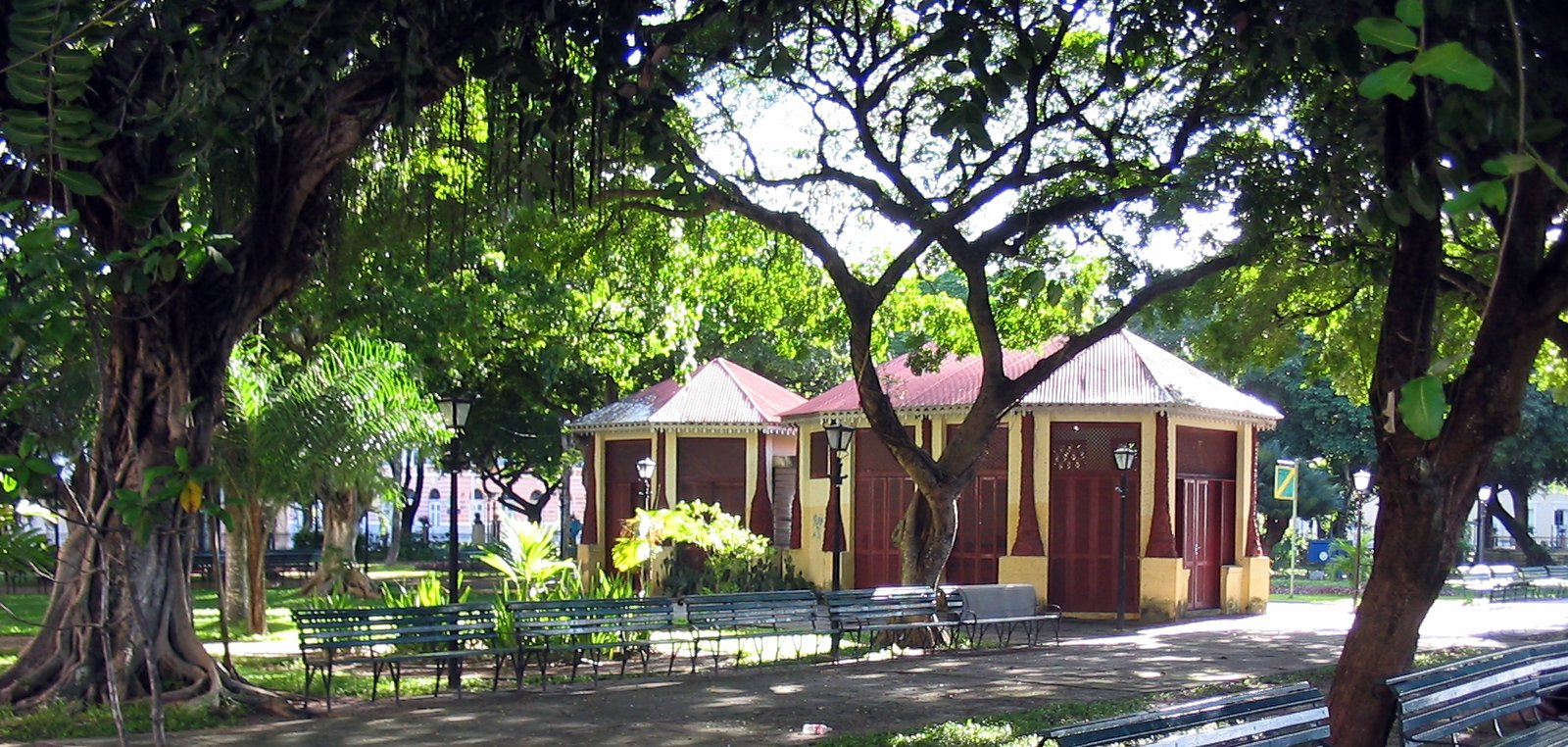
Prédios dentro do Passeio Público onde funcionava uma Junta de Serviço Militar

Tombamentos federais em Fortaleza são apenas 5 prédios sendo os mais importante a Casa de José de Alencar e o Theatro José de Alencar, casa e monumento máximo para uma das maiores personalidade do Ceará.
Com tombamento estadual existem quinze prédios sendo os mais importantes a Estação João Felipe que foi a primeira estação ferroviária do Ceará; O Palácio da Luz que foi a sede do governo do Ceará e atualmente é a sede da Academia Cearense de Letras, o Farol do Mucuripe que é um dos símbolos de Fortaleza e o Cinema São Luiz que figura entre um dos mais belos cinemas do Brasil.
A prefeitura tombou até o ano de 2007 25 prédios ou áreas de interesse da cidade. Os mais importantes são o Estoril que na praia de Iracema foi um cassino para os americanos durante a 2ª Guerra Mundial. O Mercado dos Pinhões é outro importante prédio tombado tendo sido o primeiro mercado público de Fortaleza a estrutura metálica tem uma beleza singular e atualmente é espaço para eventos culturais da cidade. - Fim da cultura